# Ottawa Citizen
Ottawa Citizen – kanadyjski dziennik publikowany w stolicy kraju – Ottawie. Został zapoczątkowany w 1845 roku.
Właścicielem czasopisma jest Postmedia Network.